# Боколеев, Абай Чингизович
Абай Чингизович Боколеев (род. 3 февраля 1996, Беловодское, Чуйская область) — киргизский футболист, нападающий и полузащитник. Выступал за сборную Кыргызстана.

## Биография
Воспитанник футбольного клуба «Дордой». На взрослом уровне начал выступать в 2012 году в первой лиге Кыргызстана в составе «Дордоя-2». С 2013 года в течение трёх лет играл в высшей лиге за «Ала-Тоо». В сезоне 2014 года стал лучшим бомбардиром своего клуба с 8 голами.
В 2015—2017 годах выступал в низших дивизионах Турции за любительские клубы «Миласспор», «Дидим Беледие Спор», «Чанспор».
В начале 2018 года вернулся в Кыргызстан и присоединился к «Алге», а в июле того же года перешёл в «Дордой». Чемпион Кыргызстана 2018 года. В 2019 году играл на правах аренды за «Илбирс» и забил 10 голов (шестое место среди бомбардиров). Затем вернулся в «Дордой», с которым снова стал чемпионом страны в 2020 году.
Выступал за сборные Кыргызстана младших возрастов, в том числе за молодёжную сборную. Участник Кубков Содружества 2015 и 2016 годов, в рамках турнира сыграл 10 матчей и забил 2 гола.
Со второй половины 2010-х годов вызывался в расширенный состав национальной сборной Кыргызстана. Дебютный матч за сборную сыграл 5 сентября 2019 года в отборочном турнире чемпионата мира против Таджикистана. Свой первый гол забил в третьем матче, 11 июня 2021 года в ворота Мьянмы (8:1).